# Hero 108
Hero: 108 è una serie animata statunitense-britannica-taiwanese e animata dalla Mike Young Productions (produttore anche di ToddWorld e Olly il sottomarino).
Venne creata da Yang-Ming Tarng e co-prodotta da Gamania, Hong Ying Animation, Taffy Entertainment, Telegael, MoonScoop Group e animata dalla Mike Young Productions a Los Angeles.
Negli Stati Uniti d'America, Regno Unito e Italia venne messa in onda in contemporanea su Cartoon Network dal 1º marzo 2010.

## Trama
Molti anni fa nel Regno Nascosto, gli animali e gli esseri umani vivevano in perfetta armonia. Finché un giorno un malvagio imbroglione di nome HighRoller ingannò gli animali facendogli credere che gli umani fossero loro nemici. Cominciò a regnare il caos, finché il comandante ApeTrully non formò una task force chiamata Big Green per riunire gli animali e gli umani e nel mentre combattono le forze di HighRoller e delle Zebra Brothers.
I protagonisti della serie sono i membri della "Prima Squadra". Composta da: Lin Chang, Mighty Ray, Mystique Sonia, Jumpy Ghostface e Mr. No Hands.

## Personaggi

### Big Green
Big Green è una forza pacificatrice con l'obiettivo di ripristinare la pace tra gli esseri umani e gli animali:
- Comandante ApeTrully (doppiato in italiano da Alessio Puccio[1], in originale da Ian James Corlett) - è l'eccentrico e ben intenzionato leader di Big Green. Ha formato l'esercito nella speranza di ripristinare l'amicizia tra animali e umani. Nella maggior parte degli episodi viene catturato dagli animali che visita mentre cerca di fare pace con loro con montagne d'oro. Quando è in pericolo, attiva il dispositivo sulla sua testa per chiamare la Prima Squadra. In un episodio si scopre che in realtà lui è il re delle scimmie, sotto mentite spoglie poiché è stato il primo a capire le bugie di HighRoller.
- Woo il saggio (doppiato in italiano da Daniele Raffaeli[1], in originale da Adrian Petriw) - è un inventore umano che è stata la prima persona ad essere convinta ad unirsi a Big Green. La sua veste tende a sollevarsi all'improvviso. Porta dei baffi finti per sembrare più vecchio. Una gag ricorrente è che dice di sapere cosa sta facendo, ma in realtà non ha idea di cosa fare nella sua testa, pensando singhiozzando "La mia testa è vuota come un palloncino!".

#### Prima Squadra
I guerrieri d'élite di Big Green e i personaggi principali della serie. Tra i suoi membri ci sono:
- Lin Chung (doppiato in italiano da Alessio Nissolino[1], in originale da Andrew Francis) - è conosciuto da alcuni come il guerriero più esperto e abile di tutta Big Green. Possiede la leggendaria "Vista pantera", che gli permette di vedere grandi distanze o di vedere il mondo al rallentatore mentre si muove velocemente. Nella seconda stagione impara ad utilizzare la "Energia Viola", creata per sconfiggere i Twin Master. Impugna un bastone che può sparare germogli di bambù commestibili contro i nemici. Nel tempo libero adora darsi all'arte, soprattutto la pittura;
- Jumpy Ghostface (doppiato in italiano da Valentina Favazza[1], e in originale da Brian Drummond) - è il re dei conigli . È un combattente talentuoso e schietto che si lancia a capofitto in battaglie pericolose senza battere ciglio. Potrebbe sembrare carino come un coniglietto, ma Jumpy non è il tipo di animale che si vorrebbe incontrare in combattimento. Come arma usa una corda per saltare, e chiude le sue orecchie creando una maschera da Ninja. A volte pensa delle idee geniali utili in combattimento.
- Mystique Sonia (doppiata in italiano da Letizia Ciampa[1], in originale da Kelly Sheridan) - è una guerriera dura ed esperta. Di solito litiga con Mighty Ray. Può usare la sua lunga lingua in battaglia per respingere i nemici, usandola come una frusta e facendola girare per produrre venti.
  - Yaksha - A causa di un incantesimo lanciato su Mystique Sonia, chiunque le dichiari il proprio amore per tre volte si trasforma in uno Yaksha. Yaksha è una creatura viola e rosa che poggia sulla testa di Mystique Sonia come un cappello. È anche un essere estremamente flessibile ed estensibile che si trasforma in varie forme per aiutare Mystique Sonia come un accessorio, un vestito e un trampolino. Può persino estendere le braccia per spingere in avanti Mystique Sonia.
- Mighty Ray (doppiato in italiano da Gabriele Patriarca[1], in originale da James Corlett) - è un guerriero della Prima Squadra. Può sparare laser dai suoi occhi rimovibili, ma deve ricaricarli mangiando banane. Litiga spesso con Mystique Sonia;
- Mr. No Hands (doppiato in italiano da Luigi Ferraro[1], in originale da Ian James Corlett) - è il leader militare della Prima Squadra di Big Green. È un essere umano severo ma di buon cuore che è facilmente irritato dai guerrieri volitivi sotto la sua responsabilità. La nappa del suo cappello è in grado di girare come un elicottero, permettendogli di volare. Ha le mani bloccate perché non riesce a controllarle.

### Cattivi
- HighRoller (doppiato in italiano da Nanni Baldini[1], in originale da Brian Drummond) - una volta era un giullare di corte che finì bandito dalla capitale orientale per aver insultato il suo imperatore e vagò nelle terre nascoste. Dopo essere stato colpito da un fulmine, acquisì la capacità di comunicare con gli animali e li indusse a pensare che gli umani fossero i loro nemici. Come nuovo Imperatore della Cittadella Orientale, HighRoller può fare quello che vuole, e quello che di solito vuole fare è attaccare gli umani (o convincere gli animali ad attaccare gli umani per lui). Adora mangiare caramelle e leggere fumetti.
  - The Zebra Brothers (doppiati rispettivamente in originale da Adrian Petriw e Brian Drummond) - Due gemelli Zebra che servono HighRoller. Sparky Black è una zebra nera con strisce grigie e Sparky White è una zebra bianca con strisce nere. Ogni volta che la luna è piena, usano le loro lanterne di carta spettrali per darsi strani poteri.
  - Bearstomp - Bearstomp è il re degli orsi corazzato che indossa un elmo con sopra un cannone. Agisce come guardia del corpo di HighRoller.

## Episodi
La serie è formata da due stagioni da 52 episodi ciascuna.

### Prima stagione
1. Il castello dei Conigli
2. Il castello Degli Elefanti Parte 1
3. Il castello degli Elefanti Parte 2
4. Il castello delle Ligri
5. Il castello dei Cammelli Parte 1
6. Il castello dei Cammelli Parte 2
7. Il castello dei Pappagalli Parte 1
8. Il castello dei Pappagalli Parte 2
9. Il campionato Delle Tartarughe Cannone Parte 1
10. Il campionato Delle Tartarughe Cannone Parte 2
11. Il campionato Delle Tartarughe Cannone Parte 3
12. Il castello Dei Panda/Giraffe
13. Il castello delle Aquile
14. Il castello dei Babbuini
15. La grande Sfida Parte 1
16. La grande Sfida Parte 2
17. La battaglia Corazzata Parte 1
18. La battaglia Corazzata Parte 2
19. Il castello Dei Leoni
20. Il castello Dei Cani
21. Il castello Dei Cigni
22. Battaglia navale Parte 1
23. Battaglia navale Parte 2
24. Il castello dei Rinoceronti
25. Il castello dei Gatti
26. Il castello dei Ghepardi Parte 1
27. Il castello dei Ghepardi Parte 2
28. Il castello dei Coccodrilli
29. Battaglia Aerea
30. Il castello Dei Buoi
31. Il castello dei Serpenti
32. Il castello degli Squali
33. Il castello dei Camaleonti
34. Il festival Dei Fuochi D'artificio Della Città Dell'est
35. Il castello Dei Polpi
36. Il castello Delle Aquile Calve
37. Il castello dei Granchi
38. Il castello degli Scorpioni
39. Il castello degli Ornitorinchi
40. La grande Muraglia Parte 1
41. La grande Muraglia Parte 2
42. Il castello Delle Rane
43. Il castello Degli Struzzi
44. Il castello delle Pecore
45. Il castello dei Daini
46. Il castello dei Pinguini
47. La grande Partita di Calcetto
48. Maiali contro Puzzole
49. Il castello Dei Porcospini
50. Il castello Delle Talpe
51. La grande Battaglia Aerea Parte 1
52. La grande Battaglia Aerea Parte 2

### Seconda stagione
1. L'ascesa di Ling Chung Parte 1
2. L'ascesa di Ling Chung Parte 2
3. I guerrieri Di Terracotta
4. Il pugno E Il Calcio Più Forti
5. Re Razza
6. Il Castello Del Formichiere
7. Re Lucertola
8. Il Principe dei Gabbiani
9. Il guardiano Degli Alberi
10. Re Talpa Dal Naso A Stella
11. Grandi Tartarughine Parte 1
12. Grandi Tartarughine Parte 2
13. Il mostro Ombra
14. Artiglieria Pesante
15. Secondi A Nessuno
16. Re Criceto
17. Il Ritorno Degli Pterodattili
18. La gru Bianca
19. Gli Occhi Di Mighty Ray Parte 1
20. Gli Occhi Di Mighty Ray Parte 2
21. La Resurrezione Di T-Rex
22. Il Collezionista Di Animali
23. La Spada Del Fuoco Oscuro
24. La rivincita Del Comandante Delle Tenebre
25. Combattimento Ninja
26. Il ritorno Del Drago
27. Re Volpe E I Carri Ragno
28. La Nave Fantasma
29. Ingorgo di Meduse
30. In Trappola
31. Re Sanguisuga
32. La Terza Squadra
33. La tentazione Degli Ippocampo
34. Re Bradipo
35. Spirito Animale Parte 1
36. Spirito Animale Parte 2
37. Gladiatori
38. Il buio Sotto Il Mare
39. Lo Yeti E La Fenice
40. Il Castello Dei Mostri
41. Rotta di Collisione
42. Cyber Animali
43. Un Branco Inferocito
44. Compagni Di Squadra
45. Highroller a Quattro Teste
46. Indietro Nel Tempo
47. Attacco Pungente
48. Scambio Di Persona
49. Il Treno Della Paura
50. Il Mistero Della Palude
51. Battaglia Finale Parte 1
52. Battaglia Finale Parte 2